# وایسن هویزر اشتراند
وایسن هویزر اشتراند (به آلمانی: Weißenhäuser Strand) یک منطقهٔ مسکونی در آلمان است که در وانگلس واقع شده‌است.